# Pegomya kodiakana
Pegomya kodiakana este o specie de muște din genul Pegomya, familia Anthomyiidae, descrisă de Huckett în anul 1965.
Este endemică în Alaska. Conform Catalogue of Life specia Pegomya kodiakana nu are subspecii cunoscute.